# Лучич, Иван
И́ван Лу́чич (хорв. Ivan Lučić; 23 марта 1995 года, Вена, Австрия) — австрийский футболист, в настоящее время играющий на позиции вратаря за футбольный клуб «Хайдук». По национальности — хорват.

## Клубная карьера

### Юношеские годы в Австрии
Лучич начал играть в футбол в возрасте 9 лет, и занимался в школе венского футбольного клуба Post SV в 2004 году. В 2006 году он переходит в ФК «Штадлау», а после этого, в 2008 году, присоединяется к молодежной команде «Аустрии». По прошествии ещё четырёх лет, Лучича берёт себе футбольный клуб «Рид», где он и выходит впервые на поле взрослой команды профессионального футбольного клуба. Это произошло 11 мая 2014 года в последнем матче сезона 2013/2014, в домашнем матче, окончившемся поражением 2:5 от венского «Рапида»; Лучич отыграл 89 минут.
Для того, чтобы получить больше игровой практики, в сезоне 2013—2014 он переходит, на правах аренды, в команду Региональной лиги Австрии по футболу (третьего по значимости австрийского дивизиона) Унион. Лучич дебютирует в первый день сезона в победном матче против клуба «САК Клагенфурт», окончившемся со счётом 3:0. Позднее, в том же сезоне, у Лучича были два шанса забить по голу, в первом случае — пенальти в ворота «Капфенбергера» 2 мая 2014 года, та домашняя игра окончилась поражением, и второй раз — в домашней победной игре 16 мая 2014 года с «Унион» Фёкламаркт, когда судья указал на пробитие свободного удара.

### «Бавария» Мюнхен
Основным событием в карьерном росте футболиста в сезоне 2014—2015 стал его переход в стан многократного чемпиона Германии, мюнхенскую «Баварию», а точнее — в её дубль, выступающий в полупрофессиональном четвёртом уровне системы футбольных лиг Германии — Региональной лиге «Бавария». Первым появлением на поле для Ивана за этот клуб стала домашняя игра против «Вюрцбургер Киккерс» 11 июля 2014 года, окончившаяся поражением. Вскоре после этого, Иван был приглашён в тренировочный лагерь с основной командой, который проходил в США. В ходе тренировки Иван повредил связку, и это повреждение не позволило ему играть несколько месяцев.
Вернулся в команду Лучич только 10 апреля 2015 года. Несколькими днями позже главный тренер первой команды Пеп Гвардиола добавил его в список состава команды для участия в игре против португальского «Порту» в четвертьфинале сезона 2014-15 Лиги чемпионов УЕФА.

## Сборная Австрии
Лучич дебютировал за сборную Австрии по футболу в команде в возрасте до 16 лет, в игре против Венгрии, проходившей в городе Брукк-ан-дер-Лайта 20 сентября 2010 года. Его единственное появление в следующем возрастном составе, до 17 лет, случилось 11 января 2011 года во встрече с португальской командой в Сантиагу-ду-Касен. В команде до 18 лет впервые в ворота Иван встал 4 апреля 2012 года, в игре со сборной Германии в Вальдкрайбурге. Ещё годом позже, 11 сентября 2013 года сборная Австрии до 19 лет с Иваном Лучичем на воротах в Вене принимала у себя сборную Северной Ирландии и, после этой игры, Иван попадает в заявку сборной Австрии на молодёжный чемпионат Европы по футболу 2014 года, где и играет в двух матчах группового этапа, против команд Венгрии и Израиля, и, в четвертьфинале, против Германии.

## Клубная статистика
| Клуб             | Сезон            | Лига                          | Лига | Лига  | Кубок1 | Кубок1 | Всего | Всего | Прим.  |
| Клуб             | Сезон            | Лига                          | Игр  | Голов | Игр    | Голов  | Игр   | Голов | Прим.  |
| ---------------- | ---------------- | ----------------------------- | ---- | ----- | ------ | ------ | ----- | ----- | ------ |
| Рид              | 2013-14          | Австрийская Бундеслига        | 1    | 0     | 0      | 0      | 1     | 0     | [ 9 ]  |
| Унион (аренда)   | 2013-14          | Центральная региональная лига | 25   | 2     | 1      | 0      | 26    | 2     | [ 9 ]  |
| Бавария II       | 2014-15          | Региональная лига «Бавария»   | 4    | 0     | —      | —      | 4     | 0     | [ 10 ] |
| Бавария II       | 2015-16          | Региональная лига «Бавария»   | 11   | 0     | —      | —      | 11    | 0     | [ 11 ] |
| Бавария II       | Всего            | Всего                         | 15   | 0     | —      | —      | 15    | 0     | —      |
| Всего за карьеру | Всего за карьеру | Всего за карьеру              | 41   | 2     | 1      | 0      | 42    | 2     | —      |

- 1.↑ Включая Кубок Австрии.